# Raigbeg

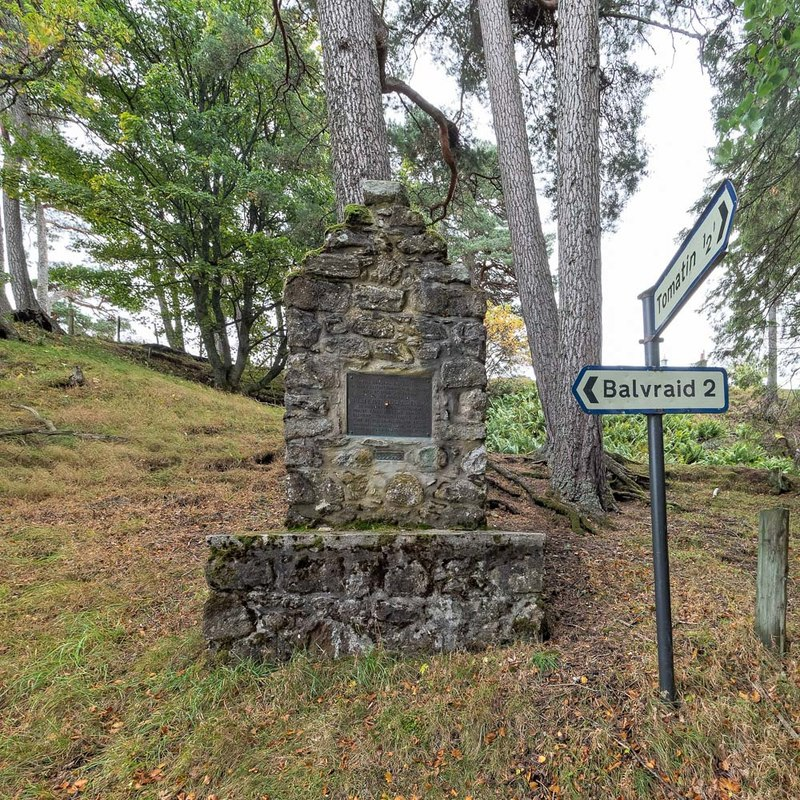
Denkmal am Ortsrand

Raigbeg ist eine kleine Ortschaft, die südöstlich von Inverness in der Region Highland im Norden von Schottland liegt. Im Rahmen der historischen Gliederung Schottlands in Civil Parishes zählt es zu Moy and Dalarossie, das zu Inverness-shire gehörte.

## Geographie
Raigbeg liegt im Tal Strath Dearn oberhalb des östlichen, rechten Ufers des Flusses River Findhorn. Der Ort liegt in einem ländlichen Umfeld und keine hervorgehobene Bedeutung. Eine ehemals bestehende Grundschule wurde 2002 geschlossen. Am Ortsrand steht ein Denkmal, das in Erinnerung eines 1933 verstorbenen Pfarrers errichtet wurde.

## Verkehr
Verkehrstechnisch zu erreichen ist Raigbeg über eine Nebenstraße, die bei Tomatin vom übergeordneten Netz in nordöstlicher Richtung abzweigt und in Balvraid ended.